# بورترية بيندو التوفيتي (لوحة)
بورترية بيندو التوفيتي (بالايطالية: Ritratto di Bindo Altoviti) هي لوحة زيتية بريشة رسام عصر النهضه الايطالي رافائيل، يرجع تاريخها إلى حوالي عام 1514 ، الآن ضمن مجموعة المعرض الوطني بواشنطن.

## التاريخ
في القرن التاسع عشر، أعُتقد أن العمل هو صورة ذاتية لرافائيل. ومع ذلك، نعلم اليوم من مؤرخي الفن أن الشاب المصور في العمل هو بيندو ألتوفيتي، وهو مصرفي ثري من فلورنسا كان يمتلك بالفعل بنكًا في روما في سن 17 وكان ايضاً صديقًا للفنان. كان بيندو ألتوفيتي مصرفيًا ثريًا من أصل فلورنسي لكنه ولد في روما عام 1491 ، حيث لجأت عائلته بعد طردهم من فلورنسا بسبب معارضتهم لعائلة ميديتشي. كانَ رجل مثقف، أحب الفنون وكان راعيًا وصديقًا مهمًا خلال عصر النهضة للعديد من الفنانين بما في ذلك رافائيل ومايكل أنجلو وبينفينوتو تشيليني وجورجيو فاساري. ظلت اللوحة في المجموعات الخاصة بالعائلة حتى عام 1808 عندما اشتراها لويس الأول من بافاريا الذي أخذها إلى ميونيخ. في عام 1936 ، نُقلت اللوحة إلى صموئيل هنري كريس،  وانضمت من مجموعتها إلى مجموعة المتحف الوطني للفنون في واشنطن وما تزالل هناك حتى اليوم.

## الوصف

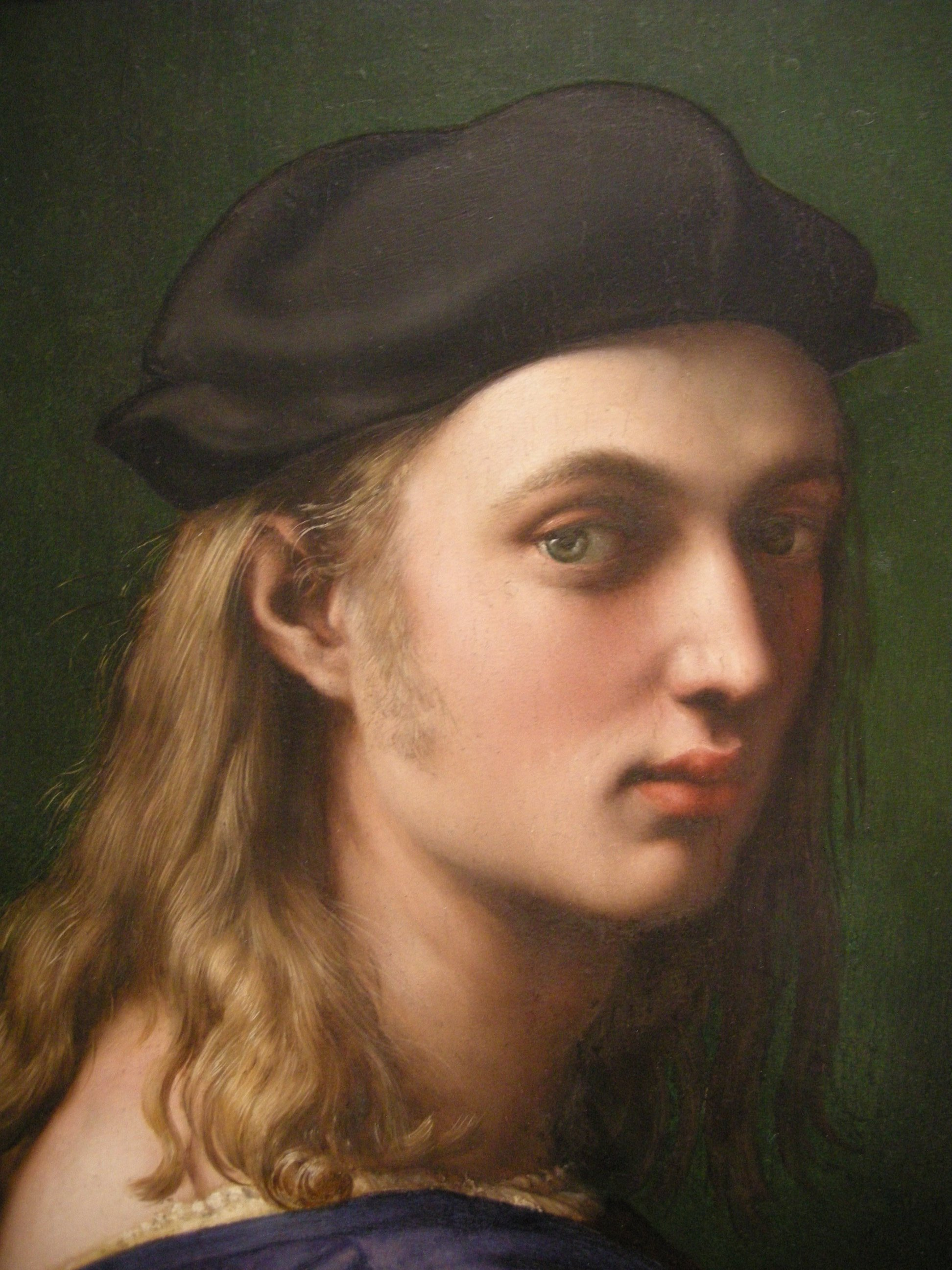
تفاصيل.

يتم تقديم الشخصية في وضعية تمثال نصفي، بحيث يدير نصف ظهره ويكشف كتفه الأيمن للمشاهد على خلفية خضراء. يرتدي قبعة داكنة ومعطف أزرق مع فتحة في الظهر. شعره بني مع إبرازات شقراء تنتهي بتجعيدات طويلة وترك الأذن اليسرى ظاهرة. يدير رأسه إلى اليمين بشكل شبه مسرحي لكي يحدق في عين المشاهد. خديه مجوفان، حلقة مرئية على يده اليسرى، موضوعة قليلاً فوق قلبه. يكشف انزلاق معطفه على كتفه عن رقبة عارية تداعبها تجعيد الشعر الطويل والمرن. يرمز لونها الذهبي إلى نبل ونقاء حبه.

## التحليل
يتميز هذا العمل بألوانه الهادئة والجانب الدرامي للشاب الذي يدير رأسه نحو المشاهد. إن الموقف اللطيف، شبه المخنث للموضوع مع التباين القوي بين الضوء والظل غير معتاد في أعمال رافائيل، لا سيما في بورتريات للرجال وهو دليل على تجربة الفنان لأنماط وأشكال مختلفة. خلال الفترة الرومانية الأخيرة. إن تأثير أعمال ليوناردو دافنشي على رفائيل، والذي أتيحت الفرصة له للدراسة معه أثناء إقامته في فلورنسا، ملحوظ بشدة في هذا التكوين.

## النفوذ والتأثير
بورترية بيندو ألتوفيتي هي جزء من سلسلة من اللوحات التي رسمها رافائيل في نهاية حياته في روما، بما في ذلك بورترية للبابا يوليوس الثاني وليو العاشر، والكاتب بالداسار كاستيجليون وعشيقته مارغريتا لوتي. تعد أعمال فريدة من نوعها، ويرجع ذلك أساسًا إلى بساطتها النسبية. غالبًا ما يتم عدهم من بين أفضل أعماله. كان لهم تأثير كبير على المعاصرين مثل تيتيان وكذلك الفنانين الباروك في القرن السابع عشر، بما في ذلك رامبرانت وروبنز. 

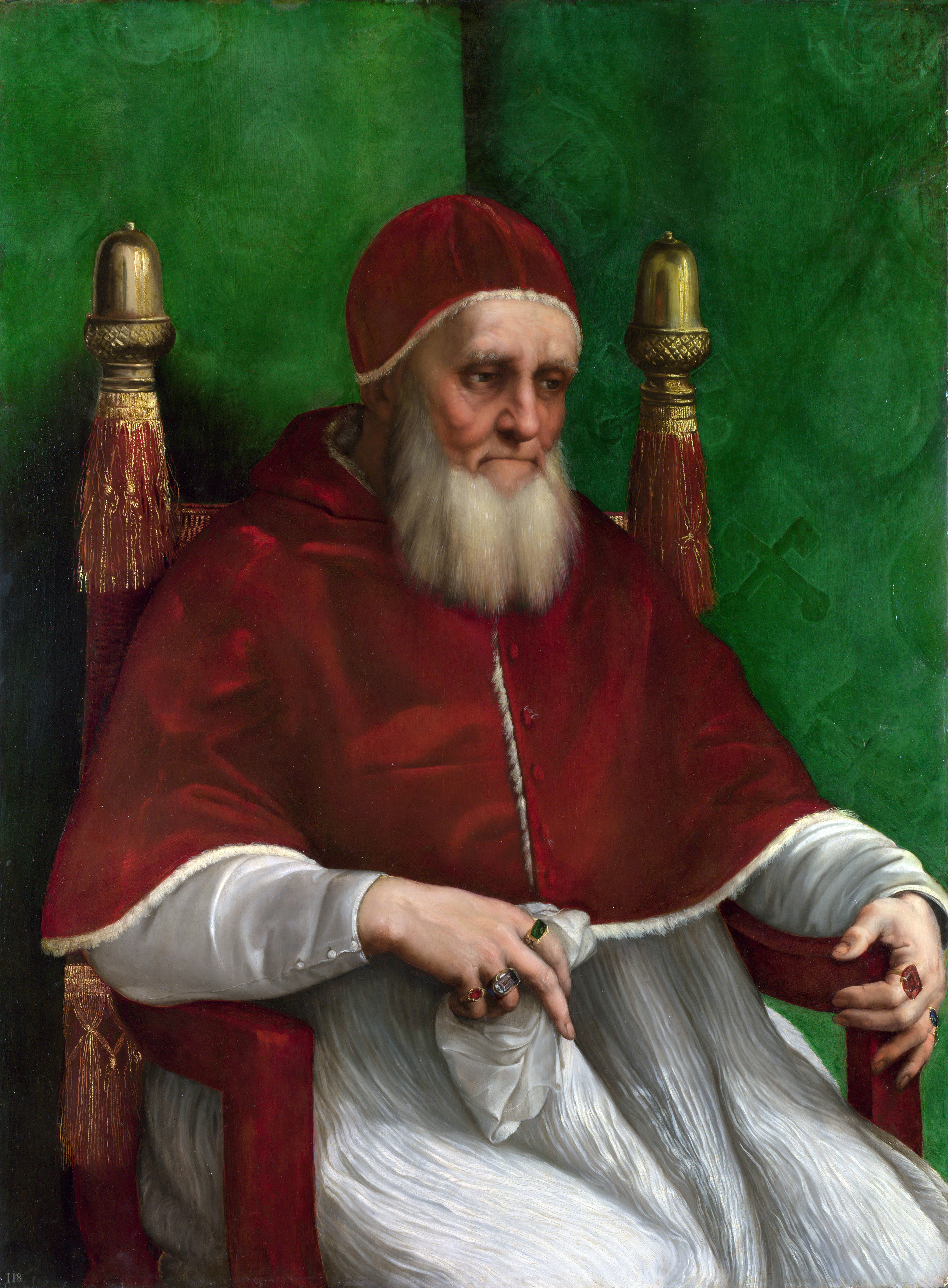
بورترية للبابا يوليوس الثاني 1512.
بورترية الكاتب بالداسار كاستيجليون 1515.
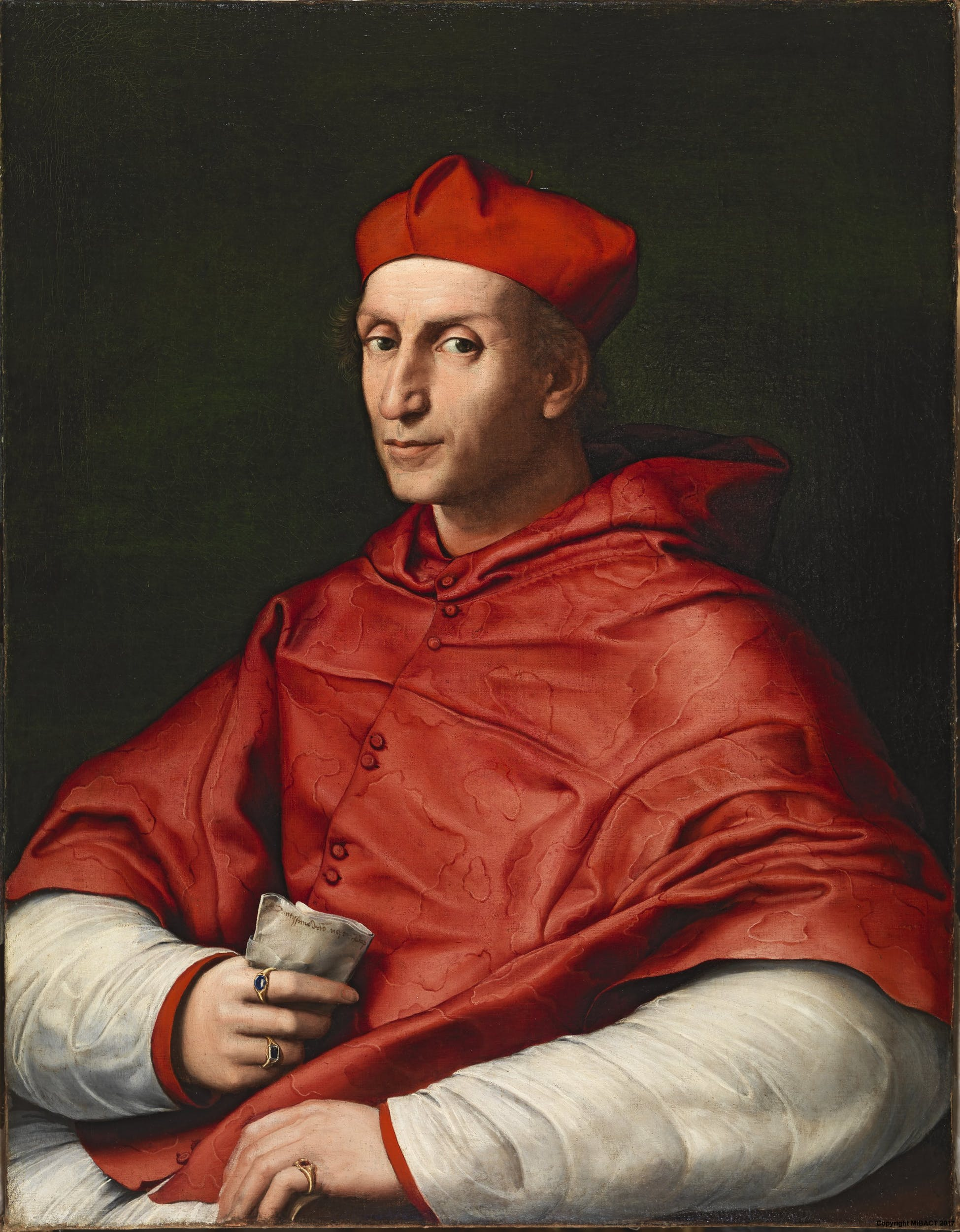
بورترية الكاردينال بيبينا 1516.
بورترية عشيقته مارغريتا لوتي 1516.

## الرسام

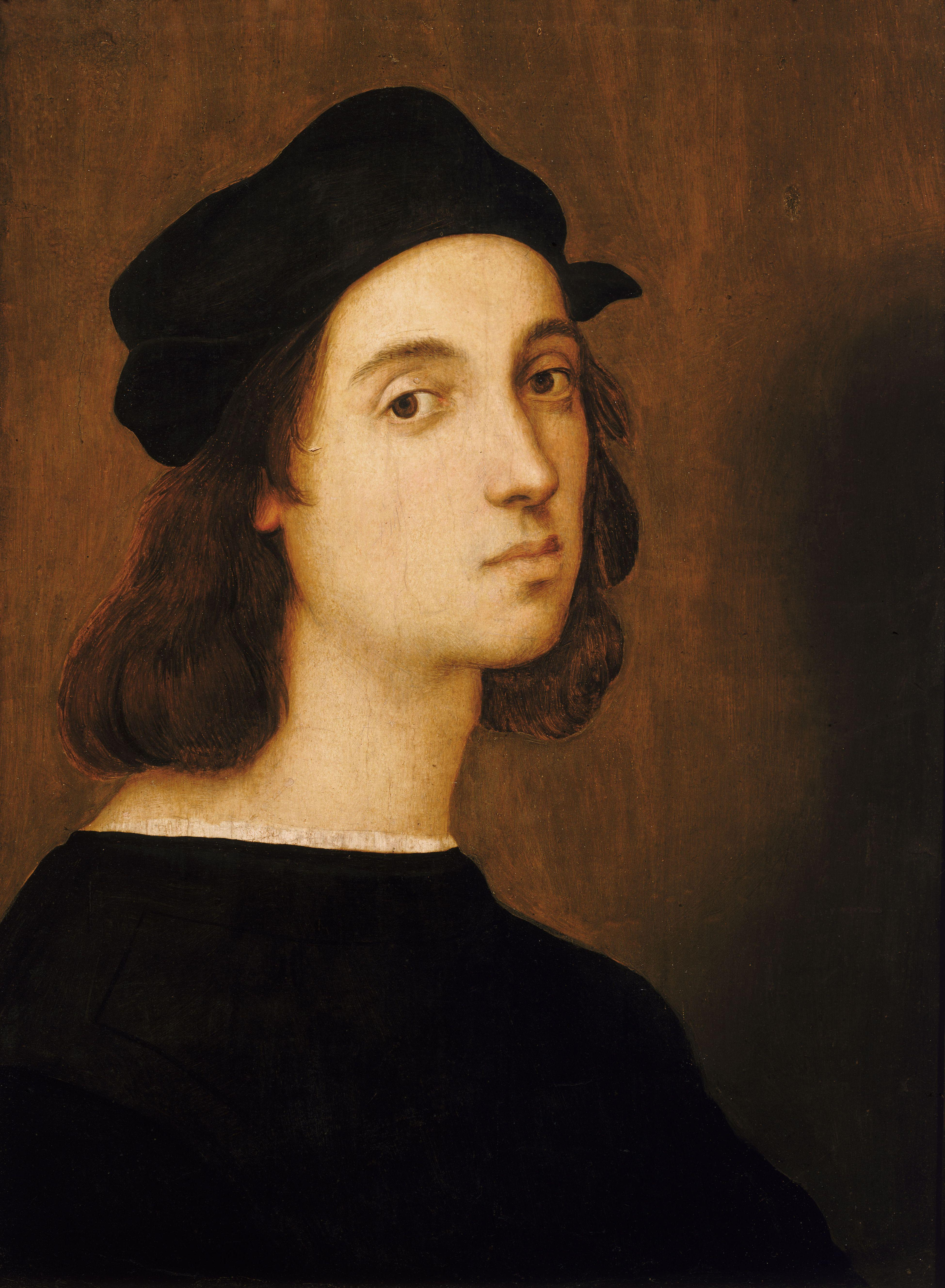
رفائيل

رفائيلو سانزيو دا أوربينو (28 مارس أو 6 أبريل 1483- 6 أبريل 1520) معروف باسم رفائيل، هو رسام ومهندس معماري إيطالي في عصر النهضة العليا. يحظى عمله بالإعجاب لما يتمتع به من وضوح في الشكل وسهولة في التكوين وإنجاز مرئي للأفلاطونية الحديثة التي تمثل عظمة الإنسان. يشكل كل من رفائيل ومايكل أنجلو وليوناردو دافينشي ثالوثًا تقليديًا للأساتذة العظماء في تلك الفترة.
كان رافائيل منتجًا إلى حد هائل، إذ تولى إدارة ورشة عمل ضخمة، ورغم وفاته المبكرة في السابعة والثلاثين من العمر، إلا أنه ترك مجموعة كبيرة من الأعمال. يوجد العديد من أعماله في قصر الفاتيكان، إذ كانت غرف رافائيل ذات اللوحات الجصية هي العمل المركزي الأكبر في حياته المهنية. من أشهر أعماله مدرسة أثينا في غرف رفائيل في الفاتيكان. بعد أعوامه الأولى في روما، نفذت ورشة عمله الكثير من رسوماته، مع خسارة كبيرة في الجودة. كان مؤثرًا للغاية في حياته، على الرغم من أن عمله خارج روما كان معروفًا في الأغلب من طباعاته المشتركة.
بعد وفاته، كان تأثير منافسه الكبير مايكل أنجلو أكثر انتشارًا حتى القرنين الثامن عشر والتاسع عشر، بينما اعتُبرت صفات رافائيل الأكثر هدوءًا وانسجامًا نماذج عليا. تندرج حياته المهنية بصورة طبيعية ضمن ثلاث مراحل وأنماط، وكان جورجو فازاري أول من وصفها: أعوامه الأولى في أومبريا، ثم فترة امتدت نحو أربعة أعوام (1504- 1508) استوعب فيها التقاليد الفنية لفلورنسا، يتبعها آخر اثنا عشر عامًا عصيبة وظافرة بالنصر في روما، عمل خلالها عند اثنين من الباباوات وشركائهم المقربين.